# Staatsquote
Die Staatsquote (auch Staatsausgabenquote, englisch government spending ratio) ist eine volkswirtschaftliche Kennzahl, die das Verhältnis der Staatsausgaben zum Bruttoinlandsprodukt wiedergibt.

## Allgemeines
Die Staatsausgaben ergeben sich aus staatlichen Aufgaben, die der Staat wahrnimmt. In der Volkswirtschaftlichen Gesamtrechnung zählen zum Sektor Staat die Gebietskörperschaften (in Deutschland: Bund, Länder und Gemeinden) und die Sozialversicherung, die alle insbesondere durch Investitionen in Infrastruktur (wie Bundesautobahnen oder Bundesstraßen, Bildung, Forschung und Entwicklung, Landesverteidigung) oder durch die Zahlung von Transferleistungen (etwa Sozialleistungen) zur nationalen Wertschöpfung beitragen. Damit ist der Staat Produzent öffentlicher Güter und finanziert über Transferleistungen den Privatkonsum.
Ein Teilaggregat der Staatsausgaben bildet der Staatsverbrauch, der sich in den konsumtiven Staatsausgaben verbirgt. Bei seiner Binnenhandelspolitik muss der Staat je nach Konjunkturlage eine angemessene Balance zwischen konsumtiv und investiv wirkenden Staatsausgaben finden.

## Ermittlung
Mit den Staatsausgaben wird die Staatsquote gemessen, die das Verhältnis zwischen den Staatsausgaben und dem Bruttoinlandsprodukt wiedergibt. Die Staatsausgaben {\displaystyle G} setzen sich dabei aus dem Konsum des Staates {\displaystyle C_{G}}, den Investitionen des Staates {\displaystyle I_{G}}, den Zinsausgaben {\displaystyle Z} und den Ausgaben für Sozialtransfers und Subventionen {\displaystyle S} zusammen:
{\displaystyle G=C_{G}+I_{G}+Z+S}.
Die Staatsquote als Indikator für die Staatstätigkeit in einer Volkswirtschaft, gemessen am Bruttoinlandsprodukt {\displaystyle BIP}, errechnet sich dann wie folgt:
{\displaystyle {\text{Staatsquote (in Prozent)}}={\frac {\text{G}}{\text{BIP}}}\cdot 100}.
Je höher die Staatsquote, umso stärker ist der staatliche Einfluss der Staatsfinanzen auf die Volkswirtschaft und umgekehrt. In Sozialstaaten besteht regelmäßig eine hohe Staatsquote. Der nach Abzug der Staatsquote verbleibende Anteil zeigt, welchen Anteil am Bruttoinlandsprodukt die Privatwirtschaft hat.

## Wirtschaftliche Aspekte
Adolph Wagners im Jahre 1892 formuliertes Gesetz der wachsenden Staatsausgaben bildet den Ursprung der Diskussion um eine vertretbare Höhe der Staatsquote. Für Wagner lag die Ursache steigender Staatsquoten vor allem im Übergang vieler Staaten vom Ordnungsstaat zum ausgabenintensiven Wohlfahrtsstaat, sodass er wachsende Staatsausgaben prognostizierte. Als Ursache sah er die Staatsgewalt mit ihrer inneren und äußeren Sicherheit (Justiz, Militär, Polizei oder auswärtiger Dienst) sowie die Kulturhoheit und Wohlfahrtsfunktion des Staats (Schulen, Gesundheitsvorsorge, Sozialhilfe). Neue Ursachen wie Kriegsfinanzierungen (Peacock-Wiseman-Hypothese) oder die Gesetze zum  Bürokratiewachstum haben die Tendenz wachsender Staatsausgaben verstärkt. In Kriegs- oder Krisenzeiten steigt der Finanzbedarf des Staates sprunghaft an (englisch displacement effect). Eine weitere Erklärung wird durch das Budgetmaximierungsmodell von Niskanen geleistet.
Weitere Erklärungsversuche
Das Popitzsche Gesetz postuliert einen Zusammenhang zwischen steigender Staatsquote und steigendem Anteil des Zentralstaats an den Gesamtstaatsausgaben. In diesen Zusammenhang gehört auch der Baumolsche Kosteneffekt, der die Problematik der schlechten Rationalisierbarkeit von persönlich zu erbringenden Dienstleistungen beschreibt. Ein weiterer Erklärungsansatz ist die Einordnung staatlicher Leistungen als sogenannte superiore Güter. Diese zeichnen sich dadurch aus, dass deren Konsum mit steigendem Einkommen zunimmt. Steigt die Nachfrage schneller als das Einkommen, so nehmen die Ausgaben für diese Güter nicht nur absolut, sondern auch relativ gemessen an den Gesamtausgaben zu. Des Weiteren wird auch die fiskalische Illusion diskutiert. Sie besagt, dass Bürger, ohne die Konsequenzen absehen zu können, Regierungen wählen, die hohe Staatsausgaben tätigen. Das spiegelt sich wiederum in einem immer komplexer werdenden Steuersystem wider, welches die tatsächlichen finanziellen Lasten verschleiern soll.
Das Brecht’sche Gesetz hingegen findet eine Erklärung in der stets zunehmenden Urbanisierung. Die staatlichen Leistungen fallen in Städten tendenziell höher aus als auf dem Land. Mit zunehmendem Anstieg der Stadtbevölkerung müssen also auch die Staatsausgaben noch stärker wachsen.
Eine weitere, besonders in der westlichen Welt nicht zu unterschätzende, mögliche Erklärung bietet der demographische Wandel. Mit zunehmender Überalterung der Bevölkerung steigen die staatlichen Leistungen, die die damit einhergehenden finanziellen Konsequenzen decken wie z. B. Absicherungsmaßnahmen gegen Altersarmut, Renten- und Gesundheitsleistungen.
Staatsquote und Konjunktur
Die Kennzahl der Staatsquote steigt, wenn entweder bei stagnierendem Bruttoinlandsprodukt die Staatsausgaben zunehmen oder bei konstanten Staatsausgaben das Bruttoinlandsprodukt sinkt. Deshalb ist eine höhere Staatsquote bei oder nach Rezessionen, Wirtschafts- oder Finanzkrisen zu erwarten. Nimmt die Staatsquote tendenziell zu, spricht man vom wachsenden Staatsinterventionismus. Bei Prosperität sinkt die Staatsquote, Wirtschaftswachstum, Sozialabbau oder Austeritätspolitik tragen ebenfalls zur Senkung der Staatsquoten bei.

## Staatsquoten international
Als Quellen für die Staatsquote dienen einerseits die volkswirtschaftliche Gesamtrechnung und andererseits die Finanzstatistik. Internationale Vergleiche sind nur mit Einschränkung möglich, weil die Zusammensetzung der Staatsausgaben sowie die statistische Erfassung des Bruttoinlandsprodukts differieren.
| Land | 2003 | 2004 | 2005 | 2006 | 2007 | 2008 | 2009 | 2010 | 2011 | 2012 | 2013 | 2014 | 2015 | 2016 | 2017 | 2018 | 2019 | 2020 | 2021 | 2022 |
| --- | --- | --- | --- | --- | --- | --- | --- | --- | --- | --- | --- | --- | --- | --- | --- | --- | --- | --- | --- | ---- |
| Belgien | 51,1 | 49,6 | 51,9 | 48,5 | 48,2 | 50,3 | 54,1 | 53,9 | 54,4 | 55,8 | 55,6 | 55,2 | 53,7 | 53,2 | 52,4 | 51,8 | 51,8 | 59,2 | 56,7 | 53,5 |
| Dänemark | 54,9 | 54,8 | 51,2 | 50,9 | 49,6 | 50,5 | 56,8 | 56,7 | 56,8 | 58,8 | 57,1 | 55,3 | 54,5 | 53,5 | 53,0 | 52,4 | 49,5 | 53,4 | 52,2 | 45,3 |
| Deutschland | 48,3 | 47,0 | 46,8 | 45,3 | 42,8 | 43,6 | 47,6 | 48,1 | 44,7 | 44,4 | 44,5 | 44,3 | 44,1 | 44,2 | 44,2 | 44,0 | 45,0 | 50,8 | 52,3 | 49,7 |
| Finnland | 50,9 | 51,2 | 49,0 | 48,6 | 46,8 | 48,3 | 54,8 | 53,9 | 54,4 | 56,1 | 57,6 | 58,1 | 56,5 | 55,8 | 53,9 | 52,3 | 53,2 | 57,3 | 56,9 | 53,4 |
| Frankreich | 53,6 | 53,7 | 53,3 | 52,7 | 52,2 | 53,0 | 56,8 | 56,9 | 55,9 | 56,8 | 57,0 | 57,1 | 56,8 | 56,4 | 56,0 | 55,9 | 55,4 | 61,6 | 60,1 | 58,1 |
| Griechenland | 49,4 | 49,2 | 45,6 | 42,6 | 47,1 | 50,8 | 54,1 | 53,0 | 54,2 | 55,2 | 60,8 | 50,2 | 54,1 | 49,7 | 50,4 | 47,4 | 47,9 | 59,8 | 57,9 | 52,5 |
| Irland | 33,4 | 33,7 | 33,0 | 34,2 | 35,9 | 41,9 | 47,2 | 64,9 | 45,5 | 41,8 | 39,7 | 37,5 | 29,1 | 27,1 | 26,4 | 26,0 | 24,2 | 27,4 | 25,0 | 21,4 |
| Italien | 48,2 | 47,8 | 47,2 | 48,7 | 46,8 | 47,8 | 51,1 | 49,9 | 49,1 | 50,8 | 51,0 | 50,9 | 50,3 | 49,4 | 49,1 | 48,5 | 48,5 | 57,1 | 56,2 | 56,7 |
| Japan | 38,5 | 37,3 | 35,0 | 36,2 | 35,8 | 36,9 | 41,9 | 39,3 | 41,8 | 41,8 | 42,3 | 40,2 | 38,8 | 39,5 | 39,7 | 39,4 | 38,5 | 44,5 | 42,5 | 42,0 |
| Luxemburg | 42,1 | 43,2 | 43,4 | 38,3 | 37,3 | 39,3 | 44,9 | 42,0 | 43,3 | 44,6 | 43,3 | 41,8 | 40,4 | 42,1 | 42,8 | 42,6 | 42,9 | 47,2 | 44,6 | 43,3 |
| Niederlande | 47,1 | 46,6 | 42,3 | 45,5 | 42,5 | 43,6 | 48,2 | 47,9 | 47,0 | 47,1 | 46,4 | 46,2 | 44,7 | 43,4 | 43,2 | 43,3 | 42,0 | 48,0 | 48,2 | 44,5 |
| Österreich | 51,0 | 50,1 | 51,2 | 49,5 | 49,1 | 49,8 | 54,1 | 52,8 | 50,8 | 51,1 | 51,9 | 52,3 | 51,1 | 50,7 | 49,8 | 49,2 | 48,6 | 57,1 | 55,0 | 52,7 |
| Portugal | 45,9 | 46,4 | 46,8 | 46,3 | 44,5 | 45,3 | 50,2 | 51,9 | 50,0 | 48,5 | 49,9 | 51,8 | 48,2 | 45,0 | 44,8 | 44,6 | 42,5 | 49,3 | 49,1 | 44,8 |
| Schweden | 58,2 | 56,7 | 52,3 | 53,1 | 49,7 | 50,3 | 53,1 | 50,4 | 50,5 | 51,7 | 52,4 | 51,1 | 49,3 | 49,5 | 48,8 | 48,2 | 49,1 | 52,5 | 51,0 | 48,1 |
| Schweiz | 36,7 | 36,6 | 35,3 | 33,7 | 32,9 | 32,6 | 34,4 | 32,8 | 33,2 | 32,6 | 32,9 | 32,7 | 32,8 | 33,0 | 32,0 | 31,3 | 31,5 | 36,5 | 35,2 | 35,9 |
| Spanien | 38,3 | 38,8 | 38,5 | 38,5 | 38,9 | 41,1 | 45,8 | 46,0 | 45,6 | 48,0 | 45,1 | 44,8 | 43,9 | 42,2 | 41,1 | 40,4 | 42,1 | 52,4 | 50,9 | 47,8 |
| Vereinigtes Königreich | 43,3 | 44,0 | 41,2 | 44,3 | 42,8 | 46,6 | 49,5 | 47,4 | 46,9 | 46,8 | 44,9 | 43,2 | 42,3 | 41,5 | 41,0 | 40,3 | 41,1 | 41,4 | 41,3 | 44,4 |
| Vereinigte Staaten | 36,7 | 36,4 | 37,0 | 36,0 | 36,9 | 39,4 | 43,0 | 43,0 | 41,8 | 40,0 | 38,7 | 38,0 | 38,0 | 38,3 | 38,0 | 37,8 | 38,3 | 48,1 | 44,2 | 36,8 |
| Quellen: außer Schweiz: BMF-Monatsberichte - 2003–2004: Bundesfinanzministerium - 2006: Bundesfinanzministerium - 2007–2009, 2011–2013: Bundesfinanzministerium - 2014, 2016–2018: Bundesfinanzministerium - 2005, 2010, 2015, 2019–2023: Bundesfinanzministerium - Schweiz 2005–2008, Dänemark, Schweden, UK 2006: OECD - Schweiz 2008–2009: Bundesverwaltung - Schweiz 2010–2011: Bundesverwaltung - Schweiz 2012–2013: Bundesverwaltung - Schweiz 2014: Bundesverwaltung - Schweiz 2015–2016: Bundesverwaltung - Schweiz 2017–2019: Bundesverwaltung - Schweiz 2020: Bundesverwaltung - Schweiz 2021: Bundesverwaltung | Quellen: außer Schweiz: BMF-Monatsberichte - 2003–2004: Bundesfinanzministerium - 2006: Bundesfinanzministerium - 2007–2009, 2011–2013: Bundesfinanzministerium - 2014, 2016–2018: Bundesfinanzministerium - 2005, 2010, 2015, 2019–2023: Bundesfinanzministerium - Schweiz 2005–2008, Dänemark, Schweden, UK 2006: OECD - Schweiz 2008–2009: Bundesverwaltung - Schweiz 2010–2011: Bundesverwaltung - Schweiz 2012–2013: Bundesverwaltung - Schweiz 2014: Bundesverwaltung - Schweiz 2015–2016: Bundesverwaltung - Schweiz 2017–2019: Bundesverwaltung - Schweiz 2020: Bundesverwaltung - Schweiz 2021: Bundesverwaltung | Quellen: außer Schweiz: BMF-Monatsberichte - 2003–2004: Bundesfinanzministerium - 2006: Bundesfinanzministerium - 2007–2009, 2011–2013: Bundesfinanzministerium - 2014, 2016–2018: Bundesfinanzministerium - 2005, 2010, 2015, 2019–2023: Bundesfinanzministerium - Schweiz 2005–2008, Dänemark, Schweden, UK 2006: OECD - Schweiz 2008–2009: Bundesverwaltung - Schweiz 2010–2011: Bundesverwaltung - Schweiz 2012–2013: Bundesverwaltung - Schweiz 2014: Bundesverwaltung - Schweiz 2015–2016: Bundesverwaltung - Schweiz 2017–2019: Bundesverwaltung - Schweiz 2020: Bundesverwaltung - Schweiz 2021: Bundesverwaltung | Quellen: außer Schweiz: BMF-Monatsberichte - 2003–2004: Bundesfinanzministerium - 2006: Bundesfinanzministerium - 2007–2009, 2011–2013: Bundesfinanzministerium - 2014, 2016–2018: Bundesfinanzministerium - 2005, 2010, 2015, 2019–2023: Bundesfinanzministerium - Schweiz 2005–2008, Dänemark, Schweden, UK 2006: OECD - Schweiz 2008–2009: Bundesverwaltung - Schweiz 2010–2011: Bundesverwaltung - Schweiz 2012–2013: Bundesverwaltung - Schweiz 2014: Bundesverwaltung - Schweiz 2015–2016: Bundesverwaltung - Schweiz 2017–2019: Bundesverwaltung - Schweiz 2020: Bundesverwaltung - Schweiz 2021: Bundesverwaltung | Quellen: außer Schweiz: BMF-Monatsberichte - 2003–2004: Bundesfinanzministerium - 2006: Bundesfinanzministerium - 2007–2009, 2011–2013: Bundesfinanzministerium - 2014, 2016–2018: Bundesfinanzministerium - 2005, 2010, 2015, 2019–2023: Bundesfinanzministerium - Schweiz 2005–2008, Dänemark, Schweden, UK 2006: OECD - Schweiz 2008–2009: Bundesverwaltung - Schweiz 2010–2011: Bundesverwaltung - Schweiz 2012–2013: Bundesverwaltung - Schweiz 2014: Bundesverwaltung - Schweiz 2015–2016: Bundesverwaltung - Schweiz 2017–2019: Bundesverwaltung - Schweiz 2020: Bundesverwaltung - Schweiz 2021: Bundesverwaltung | Quellen: außer Schweiz: BMF-Monatsberichte - 2003–2004: Bundesfinanzministerium - 2006: Bundesfinanzministerium - 2007–2009, 2011–2013: Bundesfinanzministerium - 2014, 2016–2018: Bundesfinanzministerium - 2005, 2010, 2015, 2019–2023: Bundesfinanzministerium - Schweiz 2005–2008, Dänemark, Schweden, UK 2006: OECD - Schweiz 2008–2009: Bundesverwaltung - Schweiz 2010–2011: Bundesverwaltung - Schweiz 2012–2013: Bundesverwaltung - Schweiz 2014: Bundesverwaltung - Schweiz 2015–2016: Bundesverwaltung - Schweiz 2017–2019: Bundesverwaltung - Schweiz 2020: Bundesverwaltung - Schweiz 2021: Bundesverwaltung | Quellen: außer Schweiz: BMF-Monatsberichte - 2003–2004: Bundesfinanzministerium - 2006: Bundesfinanzministerium - 2007–2009, 2011–2013: Bundesfinanzministerium - 2014, 2016–2018: Bundesfinanzministerium - 2005, 2010, 2015, 2019–2023: Bundesfinanzministerium - Schweiz 2005–2008, Dänemark, Schweden, UK 2006: OECD - Schweiz 2008–2009: Bundesverwaltung - Schweiz 2010–2011: Bundesverwaltung - Schweiz 2012–2013: Bundesverwaltung - Schweiz 2014: Bundesverwaltung - Schweiz 2015–2016: Bundesverwaltung - Schweiz 2017–2019: Bundesverwaltung - Schweiz 2020: Bundesverwaltung - Schweiz 2021: Bundesverwaltung | alternative Quellen (ungenutzt, teils abweichende Daten) - 1985–2012: Bundesfinanzministerium - 1990–2014: Bundesfinanzministerium - 1995–2016: Bundesfinanzministerium - 1995–2018: Bundesfinanzministerium - EU-Länder 2002–2004: Statistisches Bundesamt Deutschland - EU-Länder 2003–2005: Statistisches Bundesamt Deutschland - Europäische Länder 2010–2021: Eurostat - Deutschland 1991–2013: Statistisches Bundesamt - Deutschland 1960–2021: Bundesfinanzministerium - Schweiz 2005–2006: Bundesverwaltung - Schweiz 2007–2008: Bundesverwaltung | alternative Quellen (ungenutzt, teils abweichende Daten) - 1985–2012: Bundesfinanzministerium - 1990–2014: Bundesfinanzministerium - 1995–2016: Bundesfinanzministerium - 1995–2018: Bundesfinanzministerium - EU-Länder 2002–2004: Statistisches Bundesamt Deutschland - EU-Länder 2003–2005: Statistisches Bundesamt Deutschland - Europäische Länder 2010–2021: Eurostat - Deutschland 1991–2013: Statistisches Bundesamt - Deutschland 1960–2021: Bundesfinanzministerium - Schweiz 2005–2006: Bundesverwaltung - Schweiz 2007–2008: Bundesverwaltung | alternative Quellen (ungenutzt, teils abweichende Daten) - 1985–2012: Bundesfinanzministerium - 1990–2014: Bundesfinanzministerium - 1995–2016: Bundesfinanzministerium - 1995–2018: Bundesfinanzministerium - EU-Länder 2002–2004: Statistisches Bundesamt Deutschland - EU-Länder 2003–2005: Statistisches Bundesamt Deutschland - Europäische Länder 2010–2021: Eurostat - Deutschland 1991–2013: Statistisches Bundesamt - Deutschland 1960–2021: Bundesfinanzministerium - Schweiz 2005–2006: Bundesverwaltung - Schweiz 2007–2008: Bundesverwaltung | alternative Quellen (ungenutzt, teils abweichende Daten) - 1985–2012: Bundesfinanzministerium - 1990–2014: Bundesfinanzministerium - 1995–2016: Bundesfinanzministerium - 1995–2018: Bundesfinanzministerium - EU-Länder 2002–2004: Statistisches Bundesamt Deutschland - EU-Länder 2003–2005: Statistisches Bundesamt Deutschland - Europäische Länder 2010–2021: Eurostat - Deutschland 1991–2013: Statistisches Bundesamt - Deutschland 1960–2021: Bundesfinanzministerium - Schweiz 2005–2006: Bundesverwaltung - Schweiz 2007–2008: Bundesverwaltung | alternative Quellen (ungenutzt, teils abweichende Daten) - 1985–2012: Bundesfinanzministerium - 1990–2014: Bundesfinanzministerium - 1995–2016: Bundesfinanzministerium - 1995–2018: Bundesfinanzministerium - EU-Länder 2002–2004: Statistisches Bundesamt Deutschland - EU-Länder 2003–2005: Statistisches Bundesamt Deutschland - Europäische Länder 2010–2021: Eurostat - Deutschland 1991–2013: Statistisches Bundesamt - Deutschland 1960–2021: Bundesfinanzministerium - Schweiz 2005–2006: Bundesverwaltung - Schweiz 2007–2008: Bundesverwaltung | alternative Quellen (ungenutzt, teils abweichende Daten) - 1985–2012: Bundesfinanzministerium - 1990–2014: Bundesfinanzministerium - 1995–2016: Bundesfinanzministerium - 1995–2018: Bundesfinanzministerium - EU-Länder 2002–2004: Statistisches Bundesamt Deutschland - EU-Länder 2003–2005: Statistisches Bundesamt Deutschland - Europäische Länder 2010–2021: Eurostat - Deutschland 1991–2013: Statistisches Bundesamt - Deutschland 1960–2021: Bundesfinanzministerium - Schweiz 2005–2006: Bundesverwaltung - Schweiz 2007–2008: Bundesverwaltung | alternative Quellen (ungenutzt, teils abweichende Daten) - 1985–2012: Bundesfinanzministerium - 1990–2014: Bundesfinanzministerium - 1995–2016: Bundesfinanzministerium - 1995–2018: Bundesfinanzministerium - EU-Länder 2002–2004: Statistisches Bundesamt Deutschland - EU-Länder 2003–2005: Statistisches Bundesamt Deutschland - Europäische Länder 2010–2021: Eurostat - Deutschland 1991–2013: Statistisches Bundesamt - Deutschland 1960–2021: Bundesfinanzministerium - Schweiz 2005–2006: Bundesverwaltung - Schweiz 2007–2008: Bundesverwaltung | alternative Quellen (ungenutzt, teils abweichende Daten) - 1985–2012: Bundesfinanzministerium - 1990–2014: Bundesfinanzministerium - 1995–2016: Bundesfinanzministerium - 1995–2018: Bundesfinanzministerium - EU-Länder 2002–2004: Statistisches Bundesamt Deutschland - EU-Länder 2003–2005: Statistisches Bundesamt Deutschland - Europäische Länder 2010–2021: Eurostat - Deutschland 1991–2013: Statistisches Bundesamt - Deutschland 1960–2021: Bundesfinanzministerium - Schweiz 2005–2006: Bundesverwaltung - Schweiz 2007–2008: Bundesverwaltung | alternative Quellen (ungenutzt, teils abweichende Daten) - 1985–2012: Bundesfinanzministerium - 1990–2014: Bundesfinanzministerium - 1995–2016: Bundesfinanzministerium - 1995–2018: Bundesfinanzministerium - EU-Länder 2002–2004: Statistisches Bundesamt Deutschland - EU-Länder 2003–2005: Statistisches Bundesamt Deutschland - Europäische Länder 2010–2021: Eurostat - Deutschland 1991–2013: Statistisches Bundesamt - Deutschland 1960–2021: Bundesfinanzministerium - Schweiz 2005–2006: Bundesverwaltung - Schweiz 2007–2008: Bundesverwaltung | alternative Quellen (ungenutzt, teils abweichende Daten) - 1985–2012: Bundesfinanzministerium - 1990–2014: Bundesfinanzministerium - 1995–2016: Bundesfinanzministerium - 1995–2018: Bundesfinanzministerium - EU-Länder 2002–2004: Statistisches Bundesamt Deutschland - EU-Länder 2003–2005: Statistisches Bundesamt Deutschland - Europäische Länder 2010–2021: Eurostat - Deutschland 1991–2013: Statistisches Bundesamt - Deutschland 1960–2021: Bundesfinanzministerium - Schweiz 2005–2006: Bundesverwaltung - Schweiz 2007–2008: Bundesverwaltung | alternative Quellen (ungenutzt, teils abweichende Daten) - 1985–2012: Bundesfinanzministerium - 1990–2014: Bundesfinanzministerium - 1995–2016: Bundesfinanzministerium - 1995–2018: Bundesfinanzministerium - EU-Länder 2002–2004: Statistisches Bundesamt Deutschland - EU-Länder 2003–2005: Statistisches Bundesamt Deutschland - Europäische Länder 2010–2021: Eurostat - Deutschland 1991–2013: Statistisches Bundesamt - Deutschland 1960–2021: Bundesfinanzministerium - Schweiz 2005–2006: Bundesverwaltung - Schweiz 2007–2008: Bundesverwaltung | alternative Quellen (ungenutzt, teils abweichende Daten) - 1985–2012: Bundesfinanzministerium - 1990–2014: Bundesfinanzministerium - 1995–2016: Bundesfinanzministerium - 1995–2018: Bundesfinanzministerium - EU-Länder 2002–2004: Statistisches Bundesamt Deutschland - EU-Länder 2003–2005: Statistisches Bundesamt Deutschland - Europäische Länder 2010–2021: Eurostat - Deutschland 1991–2013: Statistisches Bundesamt - Deutschland 1960–2021: Bundesfinanzministerium - Schweiz 2005–2006: Bundesverwaltung - Schweiz 2007–2008: Bundesverwaltung | alternative Quellen (ungenutzt, teils abweichende Daten) - 1985–2012: Bundesfinanzministerium - 1990–2014: Bundesfinanzministerium - 1995–2016: Bundesfinanzministerium - 1995–2018: Bundesfinanzministerium - EU-Länder 2002–2004: Statistisches Bundesamt Deutschland - EU-Länder 2003–2005: Statistisches Bundesamt Deutschland - Europäische Länder 2010–2021: Eurostat - Deutschland 1991–2013: Statistisches Bundesamt - Deutschland 1960–2021: Bundesfinanzministerium - Schweiz 2005–2006: Bundesverwaltung - Schweiz 2007–2008: Bundesverwaltung |      |

Es führten in der Statistik im Jahre 2017 Finnland, Frankreich, Dänemark und Belgien, traditionell typische Sozialstaaten.

## Staatsquote und Wirtschaftswachstum
Es besteht keine Einigkeit bei Vertretern der Wirtschaftswissenschaften, ob eine niedrige Staatsquote auch generell zu höherem Wirtschaftswachstum beiträgt. So führen Kritiker einer niedrigen Staatsquote die skandinavischen Länder an, welche zwar eine Staatsquote von teilweise über 50 % haben, dafür aber auch einen überdurchschnittlich hohen Lebensstandard vorweisen. Bislang liegt keine Untersuchung vor, die einen eindeutigen Zusammenhang von Staatsquote und Wachstum belegen konnte.
Lars Feld, ehemaliges Mitglied des Sachverständigenrates zur Begutachtung der gesamtwirtschaftlichen Entwicklung, ist der Ansicht, es bestehe „kein linearer Zusammenhang zwischen Staatsquote und Wirtschaftswachstum“. Läge die Staatsquote bei 0 %, so bestünden „essentielle staatliche Rahmenbedingungen“ nicht. Eigentums- und Verfügungsrechte wären „nicht gesichert“ und Verträge ließen sich „nicht gerichtlich durchsetzen“. Läge die Staatsquote hingegen bei 100 %, so wäre jedes individuelle ökonomische Handeln unterbunden. Hier nennt Feld die Zentralverwaltungswirtschaften realsozialistischer Staaten. Die optimale Staatsquote sei von Land zu Land verschieden und würde von den jeweiligen Rahmenbedingungen abhängen.

## Zitate
- Helmut Kohl: "Bei einer Staatsquote von 50% beginnt der Sozialismus."